# Aeropuerto Internacional de Mineápolis-Saint Paul
El Aeropuerto Internacional de Mineápolis-Saint Paul (en inglés, Minneapolis–Saint Paul International Airport)  (IATA: MSP, OACI: KMSP, FAA LID: MSP) es un aeropuerto internacional de uso público civil y militar conjunto. Se localiza en Fort Snelling, en el Condado de Hennepin (Minnesota, Estados Unidos), a 16 kilómetros (10 millas) tanto del centro de Mineápolis como del centro de Saint Paul. Además de albergar principalmente vuelos comerciales de las mayores aerolíneas estadounidenses y algunas internacionales, el aeropuerto también alberga varias operaciones de la Fuerza Aérea de los Estados Unidos y de la Guardia Nacional Aérea de Minnesota. El aeropuerto también es utilizado por diversos operadores de carga aérea. Es el aeropuerto más grande y de mayor actividad de los seis estados de la región del Medio Oeste de los Estados Unidos (Minesota, Iowa, Nebraska, Dakota del Sur, Dakota del Norte y Wisconsin).

## Información
En término de pasajeros es el duodécimo aeropuerto en los Estados Unidos (2006), de los Estados Unidos más grande de los aeropuertos por número de pasajeros con mayor número de pasajeros, y el número 19 en el mundo.
También sirve como centro de Sun Country Airlines, así como de Champion Air. Northwest Airlines proporciona el 80% de tráfico de pasajeros del aeropuerto. 
Las terminales de descenso y ascenso de pasajeros están ubicadas principalmente en el territorio no incorporado de Fort Snelling, en el Condado de Hennepin. Algunas pequeñas secciones del aeropuerto están dentro de los límites de la ciudad de Minneapolis y Richfield.
Este aeropuerto es operado por la Metropolitan Airports Commission, que también se ocupa de la operación de seis aeropuertos más pequeños de la región.

## Descripción
El Aeropuerto Internacional de Mineápolis-Saint Paul tiene dos terminales, que llevan el nombre de dos famosos personajes originarios de Mineápolis: la Terminal Lindbergh (en honor al aviador Charles Lindbergh) y la mucho más pequeña Humphrey Terminal (nombrada por el exvicepresidente de EE. UU. Hubert Humphrey). La Terminal Lindbergh oficialmente tiene siete secciones, que van desde la letra A hasta la G; además, en la Terminal de Humphrey se encuentra la sección de abordaje H. Sin embargo, esto puede cambiar en el futuro, ya que los planes de expansión incluyen la adición de una nueva Terminal de ascenso y descenso de la Terminal Lindbergh. 
Al igual que muchos otros aeropuertos, el Aeropuerto Internacional de Mineápolis-Saint Paul se interconecta con otras formas de transporte. La mayoría de las conexiones se hacen por el servicio regular de autobuses, taxis y el tren ligero. Dos tranvías están en el aeropuerto. Uno lleva a los pasajeros de la sección principal del aeropuerto a la Terminal Lindbergh y el otro corre a lo largo de la Terminal C.

## MSP 2020 Vision
En 2004, Northwest Airlines propuso la ampliación de la Terminal Lindbergh para dar cabida a las operaciones de vuelo, en un plan que ahora se conoce como MSP 2020 Vision. El proyecto de expansión incluye el movimiento de todas las compañías aéreas distintas de Northwest o sin alianza a SkyTeam a la Terminal Humphrey. En mayo de 2005, el Aeropuerto Internacional de Mineápolis-Saint Paul ha aprobado el proyecto con las siguientes condiciones: 
- La terminal Humphrey se ampliará a 22 puertas, más del doble de su tamaño actual.
- Se construirá otra rampa de estacionamiento en la Terminal Humphrey.
- Las aerolíneas no socias de SkyTeam utilizarán la Terminal Humphrey.

Estos cambios estaban previstos para celebrarse en 2007, pero con la quiebra de Northwest y Mesaba, el plan de expansión se ha retrasado por lo menos un año, y posiblemente más tiempo. Sin embargo, algunos aspectos del plan se han ejecutado o están en marcha, como el movimiento de Midwest Airlines, AirTran Airways, y Icelandair Humphrey a la Terminal, y la construcción de un estacionamiento adicional en pista en la Terminal Humphrey.

## Instalaciones

### Terminales
El Aeropuerto Internacional Mineápolis-Saint Paul tiene dos terminales con un total de 131 puertas.
- La Terminal 1 (Lindbergh) contiene 117 puertas en siete salas, con las letras A a G.[6]
- La Terminal 2 (Humphrey) contiene 14 puertas en un vestíbulo, con la letra H.[7]

Las llegadas internacionales se procesan en la Sala G de la Terminal 1 y en la Terminal 2.
Las dos terminales están ubicadas aproximadamente a (1.6 km) (una milla) de distancia y se accede a ellas desde salidas separadas de la autopista estatal 5 de Minnesota. La disposición puede resultar confusa para algunos conductores, ya que las terminales no están conectadas dentro de las instalaciones del aeropuerto, lo que significa que tomar la salida equivocada, puede causar un retraso de varios minutos y requerir el uso del transporte público del tren ligero o la carretera para viajar entre terminales. En 2010, se actualizó la señalización a lo largo de la autopista 5 para dejar más claro qué aerolíneas prestan servicio en cada terminal.
La Terminal 1 lleva el nombre del aviador Charles Lindbergh, que se crio en Minnesota y la Terminal 2 lleva el nombre del vicepresidente Hubert Humphrey, quien también representó a Minnesota en el Congreso.

### Transporte terrestre
Los edificios de la terminal están ubicados directamente junto a la autopista estatal 5 de Minnesota. Varias otras carreteras importantes que bordean el aeropuerto son la autopista estatal 62 de Minnesota, la autopista estatal 77 de Minnesota y la carretera interestatal 494.
Metro Transit, el proveedor de transporte público de la región, opera la Línea Azul, una ruta de tren ligero, en los terrenos del aeropuerto. Los viajeros pueden utilizar la línea para conectarse entre las dos terminales. No se cobra tarifa a los pasajeros que viajan únicamente entre las terminales 1 y 2, y el servicio entre las terminales opera todo el día (el resto de la línea cierra durante aproximadamente cuatro horas durante la noche). Más allá del aeropuerto, la Línea Azul viaja hasta el centro de Mineápolis y el Mall of America en la cercana Bloomington. Metro Transit también opera la ruta de autobús 54 a St. Paul.

### Instalaciones militares
La Estación Conjunta de Reserva Aérea del Aeropuerto Internacional Mineápolis-Saint Paul en MSP alberga la 934º Ala de Transporte Aéreo (934 AW), una unidad del Comando de Reserva de la Fuerza Aérea (AFRC) y la 133º Ala de Transporte Aéreo (133 AW) de la Guardia Nacional Aérea de Minnesota. Ambas unidades vuelan el C-130 Hércules y son adquiridas operativamente por el Comando de Movilidad Aérea (AMC). El ala 934º está formada por más de 1 300 militares, de los cuales aproximadamente 250 son personal de tiempo completo de Guardia y Reserva Activa (AGR) y Técnico de Reserva Aérea (ART). El ala 133º tiene una dotación similar, lo que supone una presencia militar total de más de 2 600 efectivos a tiempo completo y parcial.
El 934 AW sirve como ala "anfitriona" de la instalación, que también incluye alojamiento, club de oficiales, Base Exchange (BX) y otras instalaciones de moral, bienestar y recreación (MWR) para militares activos, pertenecientes a la reserva o a la guardia nacional, personal retirado y sus familias.

## Pistas de aterrizaje
| Pista | Largo / ancho                        | Pista | Superficie | Notas |
| ----- | ------------------------------------ | ----- | ---------- | --- |
| 04 →  | 3,355 por 46 m (11,006 por 150 pies) | ← 22  | Concreto   | La pista 04/22 está equipada con iluminación de borde de pista de intensidad media [AN(TE HI)]. Ambas equipadas con sistema Indicador de Trayectoria de Aproximación de Precisión (PAPI). RWY22 : RNAV, RNP, NDB // RWY04 : ILS, RNAV, RNP, NDB, VOR/DME |
| 17 →  | 2,438 por 46 m (8,000 por 150 pies)  | ← 35  | Concreto   | La pista 17/35 está equipada con luces de aterrizaje y centrales y sistema PAPI. La pista 35 está equipada con ILS CAT I-III. RWY35 : RNAV, RNP, NDB // RWY17 : RNAV, RNP                                                                                |
| 12R → | 3,048 por 46 m (10,000 por 150 pies) | ← 30L | Concreto   | La pista 12R/30L está equipada con sistema PAPI. La 12R está equipada con ILS CAT I-III. La 30L está equipada con ILS CAT II. RWY30L : RNAV, RNP, NDB // RWY12R : ILS, RNAV, RNP, NDB, VOR/DME                                                           |
| 12L → | 2,499 por 46 m (8,200 por 150 pies)  | ← 30R | Concreto   | La 30R está equipada con iluminación de borde de pista de intensidad media [AN(TE HI)]. La 12L está equipada con ILS CAT I-III y ambas equipadas con sistema PAPI. RWY30R : RNAV, RNP, NDB // RWY12L : ILS, RNAV, RNP, NDB, VOR/DME                      |

## Aerolíneas y destinos

### Pasajeros
| Aerolíneas            | Destinos | Terminal-Sala                |
| --------------------- | --- | ---------------------------- |
| Aer Lingus            | Dublín | 1-E                          |
| Air Canada            | Estacional: Montreal–Trudeau, Toronto–Pearson | 1-E                          |
| Air Canada Express    | Toronto–Pearson Estacional: Montreal–Trudeau | 1-E                          |
| Air France            | Estacional: París-Charles de Gaulle | 1-G                          |
| Alaska Airlines       | Portland (OR), Seattle/Tacoma Estacional: Anchorage | 1-E                          |
| Allegiant Air         | Estacional: Asheville, Destin/Fort Walton Beach, Knoxville, Phoenix/Mesa, Punta Gorda (FL), Sarasota | 2-H                          |
| American Airlines     | Charlotte, Chicago–O'Hare, Dallas/Fort Worth, Miami, Phoenix-Sky Harbor Estacional: Filadelfia | 1-E                          |
| American Eagle        | Chicago–O'Hare, Nueva York–LaGuardia (finaliza el 2 de septiembre de 2025), Washington–National Estacional: Filadelfia | 1-E                          |
| Delta Air Lines       | Ámsterdam, Anchorage, Atlanta, Austin, Baltimore, Billings, Bismarck, Boise, Boston, Bozeman, Calgary, Cancún, Charleston (SC), Charlotte, Chicago–O'Hare, Cincinnati, Ciudad de México, Cleveland, Columbus-Glenn, Dallas/Fort Worth, Denver, Destin/Fort Walton Beach, Detroit, Fargo, Filadelfia, Fort Lauderdale, Fort Myers, Glacier Park/Kalispell, Grand Rapids, Hartford, Honolulu, Houston-Intercontinental, Indianápolis, Jacksonville (FL), Kansas City, Las Vegas, Londres–Heathrow, Los Ángeles, Madison, Miami, Milwaukee, Missoula, Nashville, Newark, Nueva Orleans, Nueva York–JFK, Nueva York–LaGuardia, Orange County, Orlando, París-Charles de Gaulle, Phoenix-Sky Harbor, Pittsburgh, Portland (OR), Raleigh/Durham, Sacramento, Salt Lake City, San Antonio, San Diego, San Francisco, San José (CA), San Juan, San Luis, Sarasota, Savannah, Seattle/Tacoma, Seúl–Incheon, Sioux Falls, Spokane, Tampa, Tokio–Haneda, Vancouver, Washington–National Estacional: Albuquerque, Aruba, Búfalo (finaliza el 7 de septiembre de 2025), Colorado Springs, Copenhague, Ciudad de Belice, Cozumel, Dublín, Fairbanks (finaliza el 7 de septiembre de 2025), Gran Caimán, Harlingen, Hayden/Steamboat Springs, Jackson Hole, Liberia (CR), Mazatlán, Montego Bay, Myrtle Beach, Nasáu (inicia el 20 de diciembre de 2025), Palm Springs, Portland (ME), Providence, Providenciales, Puerto Vallarta, Punta Cana, Rapid City, Reno/Tahoe, Reikiavik-Keflavík, Roma–Fiumicino, San José del Cabo, San Martín, Toronto–Pearson, Tri-Cities (WA), Tucson, Tulum, West Palm Beach, Wilmington (NC) | 1-C, 1-D, 1-F, 1-G           |
| Delta Connection      | Aberdeen (SD), Appleton, Bemidji, Bismarck, Brainerd, Cedar Rapids/Iowa City, Charleston (SC), Chicago–Midway, Cincinnati, Cleveland, Columbus-Glenn, Des Moines, Duluth, Escanaba, Fargo, Fayetteville/Bentonville, Fort Wayne, Grand Forks, Grand Rapids, Great Falls (finaliza el 7 de septiembre de 2025), Green Bay, Hibbing/Chisholm, International Falls, Iron Mountain, Kansas City, Knoxville, Louisville, Madison, Marquette, Memphis, Milwaukee, Minot, Montreal–Trudeau, Mosinee/Wausau, Norfolk, Oklahoma City, Omaha, Pittsburgh, Rapid City, Rhinelander, Richmond, Rochester (MN), San Luis, Sault Ste. Marie (MI), Savannah, Sioux Falls, South Bend, Toronto–Pearson, Tri-Cities (WA), Washington–Dulles, Watertown (SD), White Plains (inicia el 8 de septiembre de 2025), Wichita, Williston, Winnipeg Estacional: Austin, Burlington (VT), Eagle/Vail (reinicia el 20 de diciembre de 2025), Indianápolis, Siracusa, Traverse City | 1-A, 1-B, 1-C, 1-D, 1-F, 1-G |
| Denver Air Connection | Ironwood, Thief River Falls | 1-B                          |
| Discover Airlines     | Estacional: Fráncfort | 1-G                          |
| Frontier Airlines     | Dallas/Fort Worth, Denver Estacional: Fort Myers, Orlando, Phoenix-Sky Harbor | 2-H                          |
| Icelandair            | Reikiavik-Keflavík | 2-H                          |
| KLM                   | Estacional: Ámsterdam | 1-G                          |
| Southwest Airlines    | Austin, Baltimore, Chicago–Midway, Denver, Las Vegas, Nashville, Phoenix-Sky Harbor, San Luis Estacional: Dallas–Love, Fort Myers, Orlando, Tampa | 2-H                          |
| Spirit Airlines       | Atlanta, Detroit, Miami Estacional: Myrtle Beach, Orlando | 1-E                          |
| Sun Country Airlines  | Boston, Cancún, Dallas/Fort Worth, Denver, Destin/Fort Walton Beach, Fort Myers, Las Vegas, Los Ángeles, Nashville, Newark, Orlando, Phoenix-Sky Harbor, Portland (OR), San Diego, San Francisco, San Juan, Seattle/Tacoma, Tampa Estacional: Albuquerque, Anchorage, Atlanta, Aruba, Austin, Baltimore, Boise, Bozeman, Búfalo, Burlington (VT), Charleston (SC), Charlotte, Chicago–O'Hare, Cincinnati, Ciudad de Belice, Columbus–Glenn, Cozumel, Detroit, Filadelfia, Fort Lauderdale, Glacier Park/Kalispell, Gran Caimán, Grand Rapids, Gulfport/Biloxi, Harlingen, Hartford, Houston–Hobby, Indianápolis, Ixtapa/Zihuatanejo, Jackson Hole, Jacksonville (FL), Kansas City, Liberia (CR), Louisville, Mazatlán, Melbourne/Orlando, Miami, Milwaukee, Missoula, Montego Bay, Myrtle Beach, Nueva Orleans, Nueva York–JFK, Oakland, Palm Springs, Phoenix/Mesa, Pittsburgh, Portland (ME), Providence, Providenciales, Puerto Vallarta, Punta Cana, Punta Gorda (FL), Raleigh/Durham, Rapid City, Reno/Tahoe, Richmond, Roatán, San Antonio, San José del Cabo, San Luis, San Martín, San Petersburgo/Clearwater, Santo Tomás, Sarasota, Savannah, Siracusa, Spokane, Toronto–Pearson, Traverse City, Tucson, Vancouver, Washington–Dulles, West Palm Beach, Wilmington (NC) | 2-H                          |
| United Airlines       | Chicago–O'Hare, Denver, Houston–Intercontinental Estacional: Newark, San Francisco | 1-E                          |
| United Express        | Houston–Intercontinental, Newark, San Francisco, Washington–Dulles | 1-E                          |
| WestJet               | Calgary, Edmonton, Saskatoon | 1-C                          |
| WestJet Encore        | Regina | 1-C                          |

### Carga
| Aerolíneas       | Destinos |
| ---------------- | --- |
| Amazon Air       | Cincinnati, Fort Worth/Alliance, Lakeland, San Bernardino, Wilmington (OH) |
| Bemidji Airlines | Alexandria, Bemidji, Brainerd, Duluth, Eveleth, International Falls, Grand Rapids (MN), La Crosse, Rice Lake, Thief River Falls |
| DHL Aviation     | Cincinnati, Detroit, Omaha, Thief River Falls, Winnipeg |
| FedEx Express    | Appleton, Chicago–O'Hare, Fargo, Fort Worth/Alliance, Greensboro, Indianápolis, Memphis, Milwaukee Estacional: Columbus-Rickenbacker, Los Ángeles, Newark, Oakland, Rochester (MN), San Luis |
| FedEx Feeder     | Bemidji, Duluth, Memphis, Thief River Falls |
| UPS Airlines     | Alexandria, Bemidji, Brainerd, Chicago-Rockford, Detroit Lakes, Duluth, Fargo, Fergus Falls, Filadelfia, Grand Rapids, International Falls, La Crosse, Louisville, Marshall, Portland (OR), Rice Lake, Thief River Falls, Wadena, Winnipeg, Winona Estacional: Cedar Rapids/Iowa City, Chicago–O'Hare, Dallas/Fort Worth, Milwaukee, Ontario, Phoenix–Sky Harbor, Sioux Falls |

### Destinos nacionales

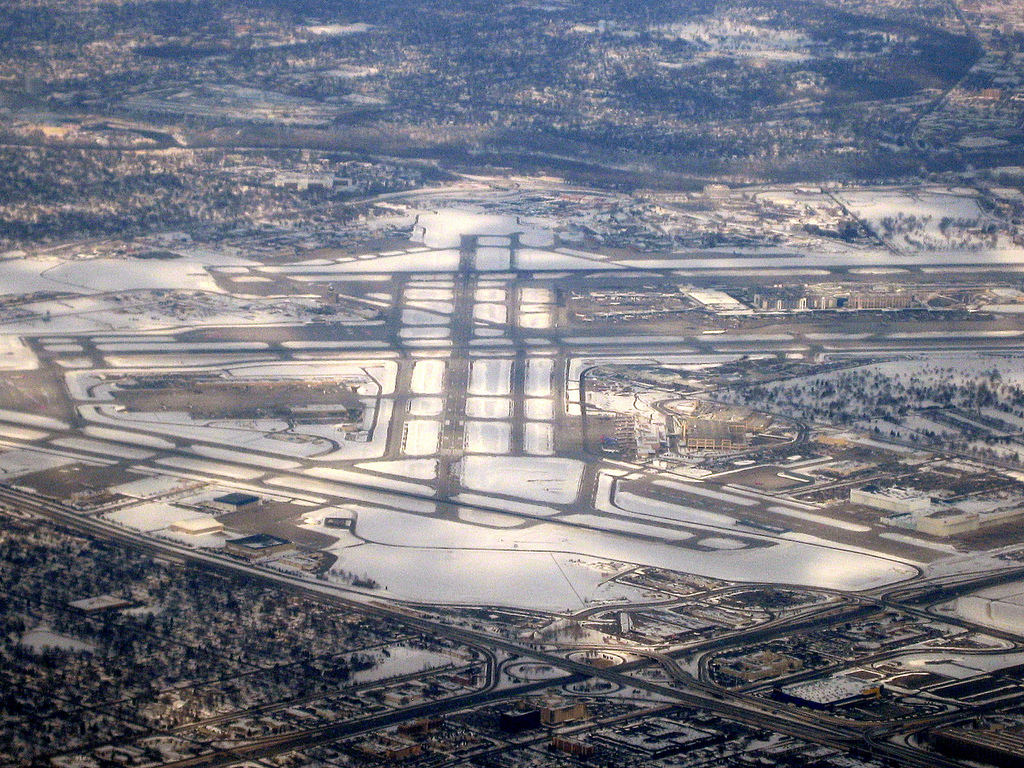
Aeropuerto MSP en 2009 mirando hacia el noreste.

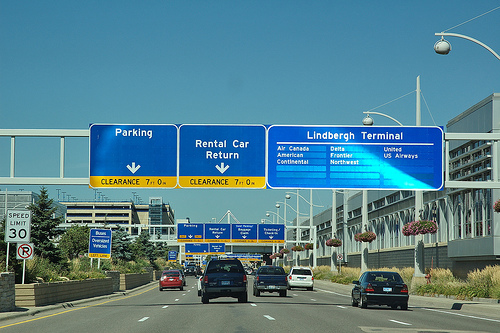
Entrada del MSP.

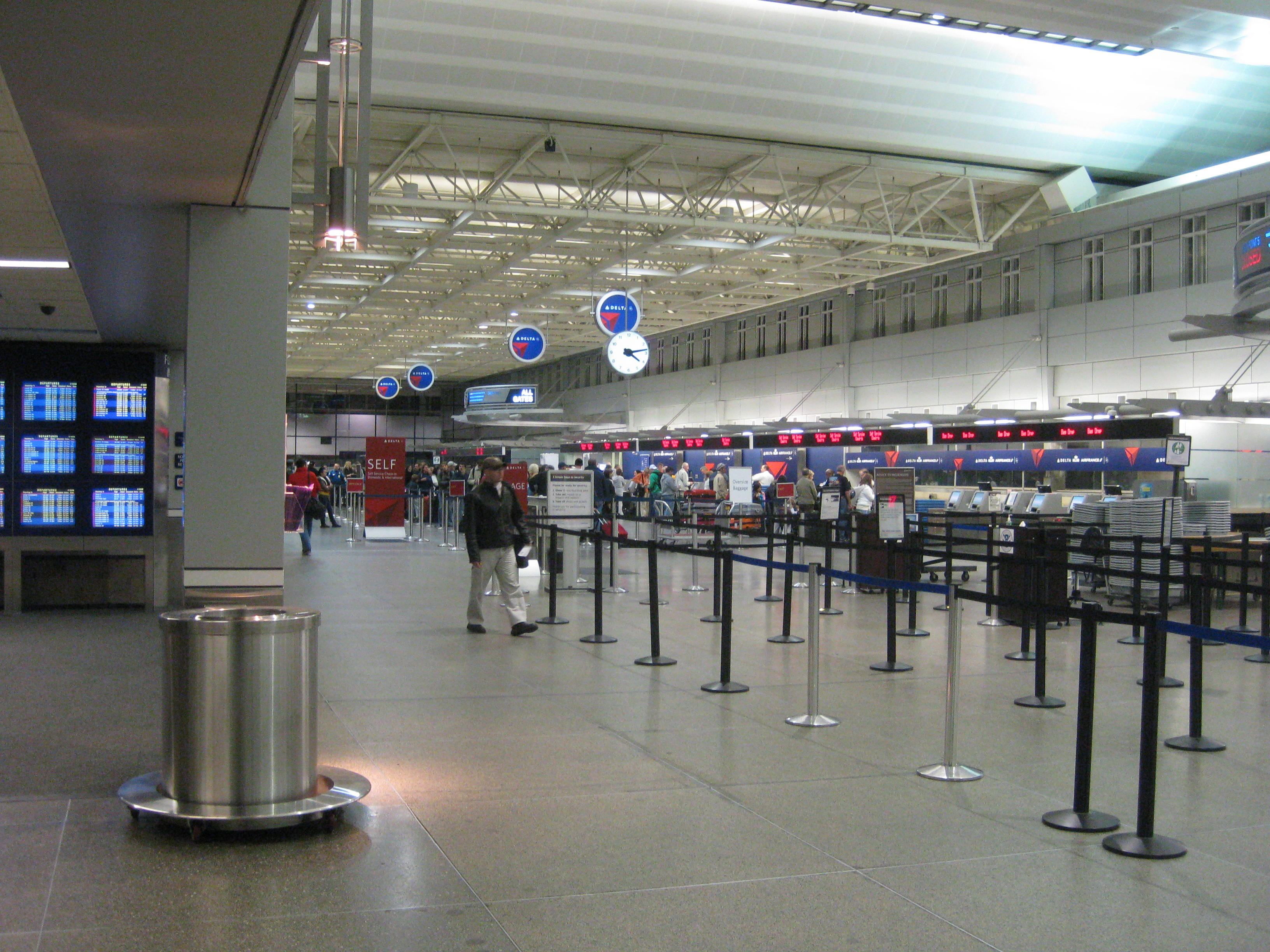
Mostradores de documentación de Delta en la Terminal 1.

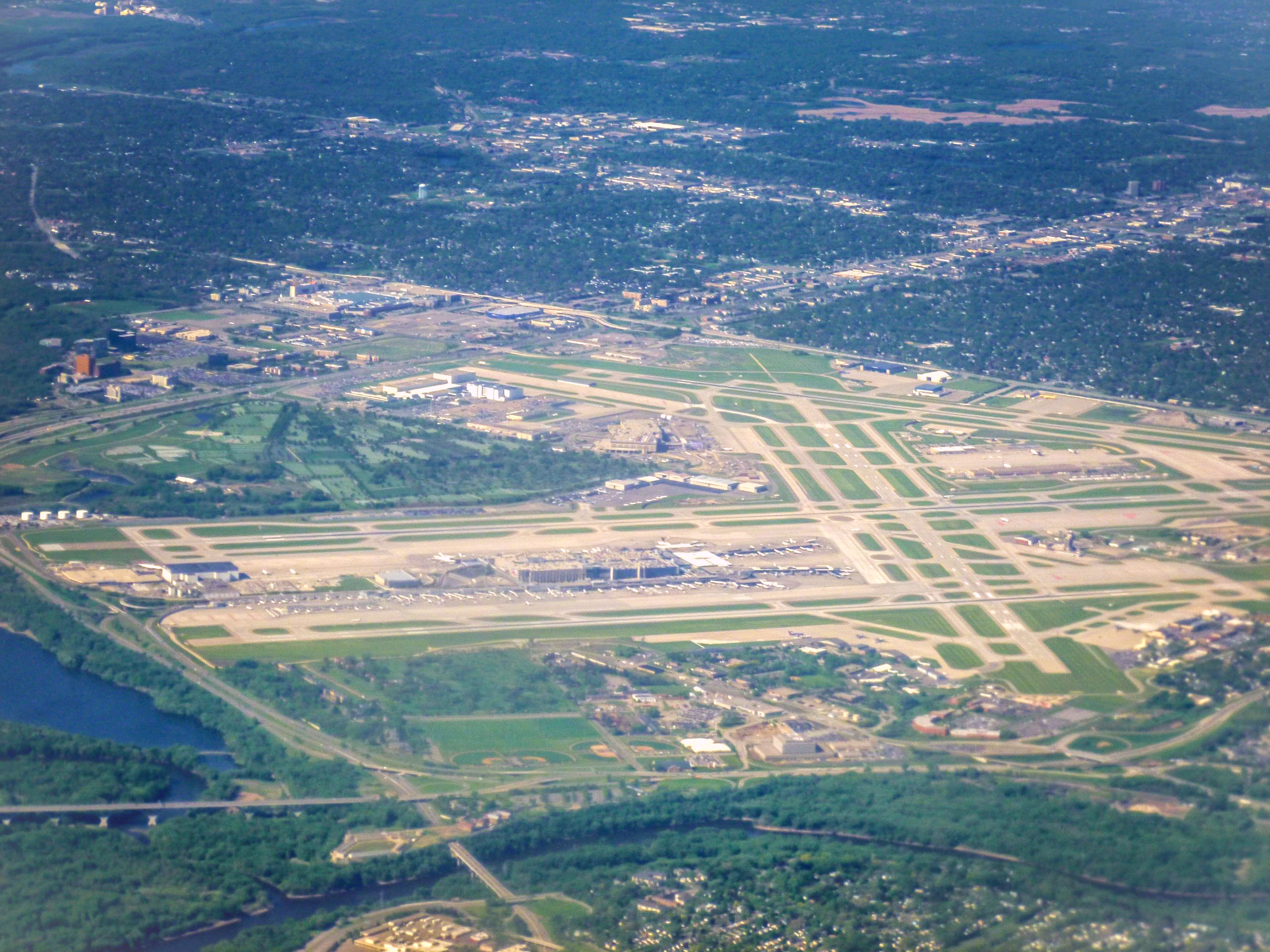
Vista aérea del aeropuerto.

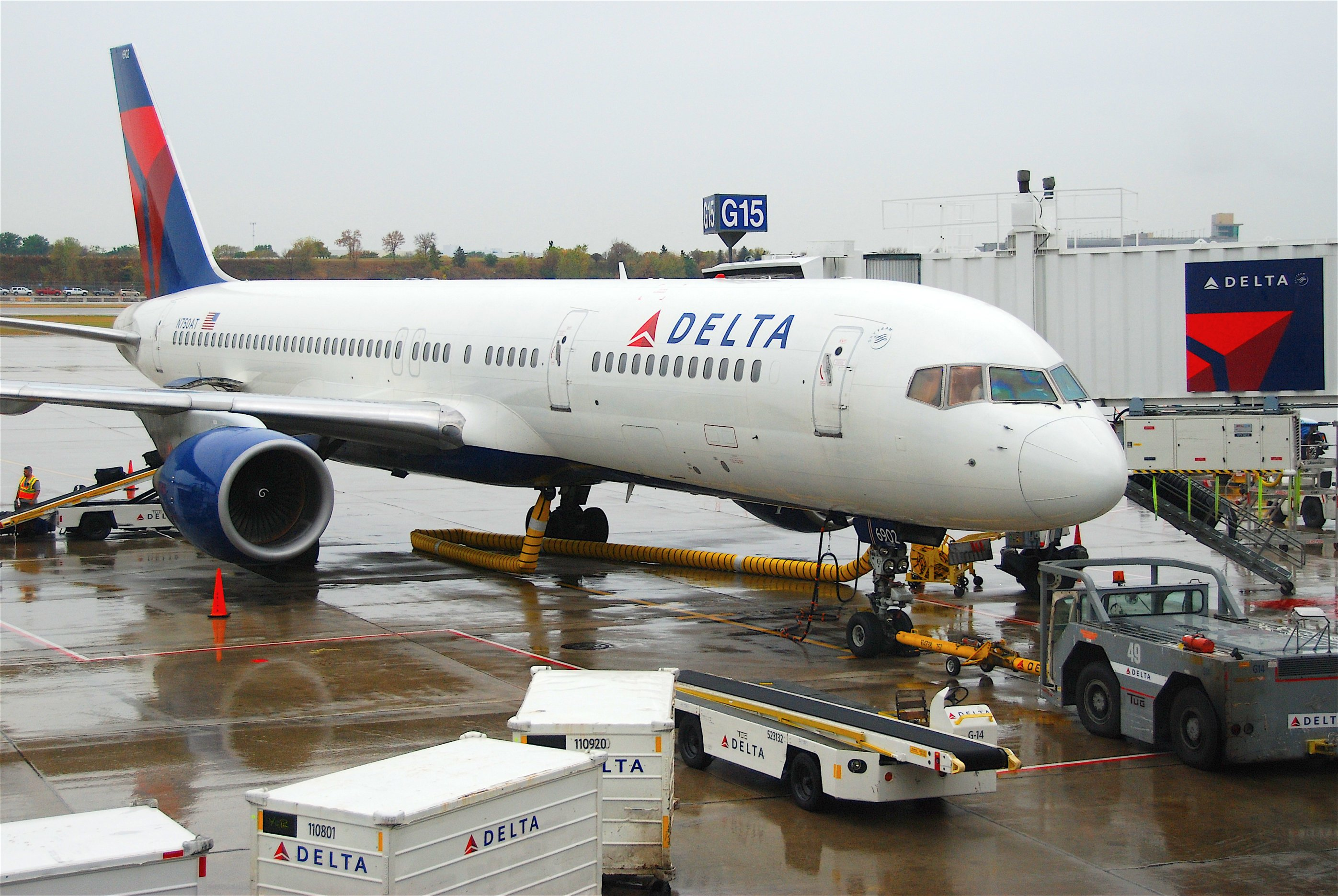
Boeing 757-200 de Delta Air Lines.

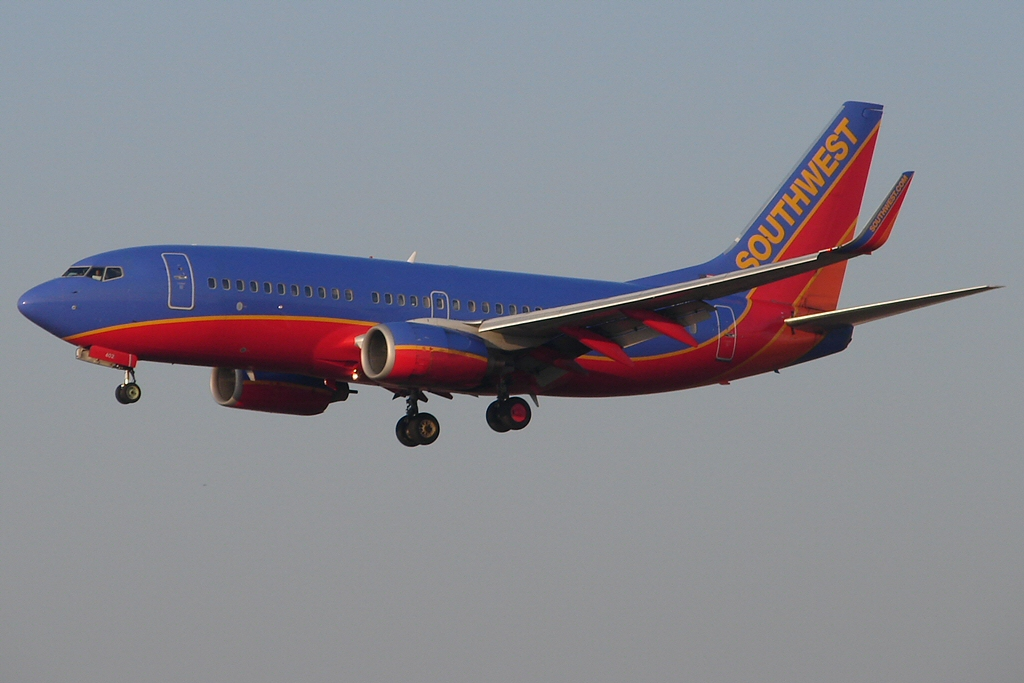
Boeing 737-700 de Southwest Airlines.

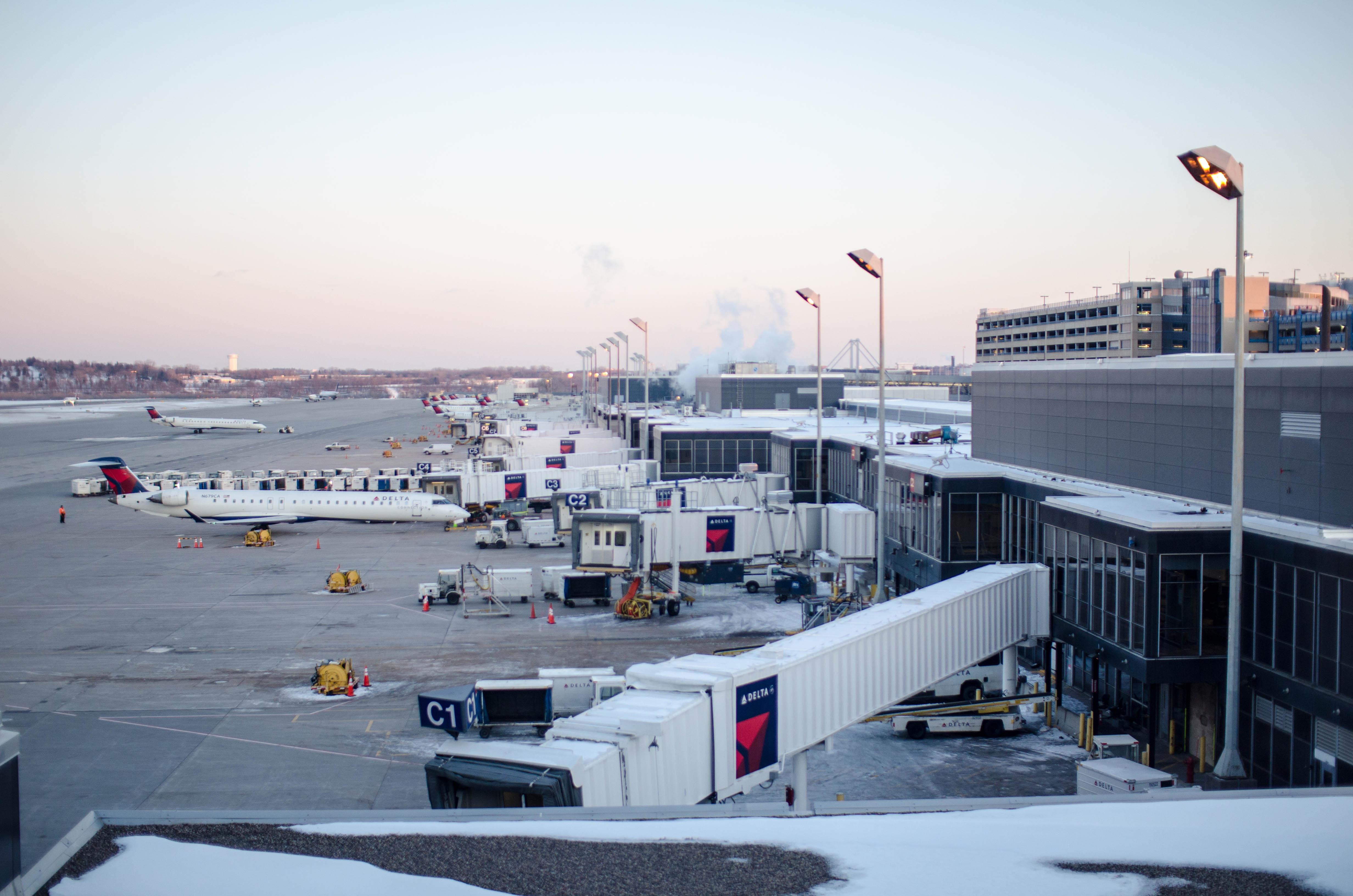
Aviones de Delta Air Lines estacionados en la Sala C.

Se brinda servicio a 132 ciudades dentro del país a cargo de 14 aerolíneas.
| Destinos nacionales del Aeropuerto de Mineápolis MSP ABR ANC ABQ ATW AVL ATL AUS BWI BJI BIL BIS BOI BOS BZN BRD BUF BTV CID CHS CLT CVG CLE ORD MDW COS CMH DFW DAL DEN DSM VPS DTW EGE FAR FAI XNA DLH ESC PHL FLL RSW FWA GRR GFK GTF BDL GRB HDN HRL HIB HNL IAH HOU IND INL IMT IWD JAC JAX FCA GPT MCI TYS LAS LSE LAX SDF MSN CIU SAW MLB MEM MIA MKE MOT MSO CWA MLI MYR BNA EWR ORF MSY LGA JFK OAK OKC OMA SNA MCO PSP PHX AZA PIT PDX PWM PVD PGD RDU RAP RNO RHI RIC RST SMF SLC SAT SAN SFO SJC STL PIE SRQ SAV SEA FSD SBN GEG SYR TPA TVC TVF PSC TUS DCA IAD ATY PBI ICT HPN ILM ISN | Destinos nacionales del Aeropuerto de Mineápolis MSP ABR ANC ABQ ATW AVL ATL AUS BWI BJI BIL BIS BOI BOS BZN BRD BUF BTV CID CHS CLT CVG CLE ORD MDW COS CMH DFW DAL DEN DSM VPS DTW EGE FAR FAI XNA DLH ESC PHL FLL RSW FWA GRR GFK GTF BDL GRB HDN HRL HIB HNL IAH HOU IND INL IMT IWD JAC JAX FCA GPT MCI TYS LAS LSE LAX SDF MSN CIU SAW MLB MEM MIA MKE MOT MSO CWA MLI MYR BNA EWR ORF MSY LGA JFK OAK OKC OMA SNA MCO PSP PHX AZA PIT PDX PWM PVD PGD RDU RAP RNO RHI RIC RST SMF SLC SAT SAN SFO SJC STL PIE SRQ SAV SEA FSD SBN GEG SYR TPA TVC TVF PSC TUS DCA IAD ATY PBI ICT HPN ILM ISN | Destinos nacionales del Aeropuerto de Mineápolis MSP ABR ANC ABQ ATW AVL ATL AUS BWI BJI BIL BIS BOI BOS BZN BRD BUF BTV CID CHS CLT CVG CLE ORD MDW COS CMH DFW DAL DEN DSM VPS DTW EGE FAR FAI XNA DLH ESC PHL FLL RSW FWA GRR GFK GTF BDL GRB HDN HRL HIB HNL IAH HOU IND INL IMT IWD JAC JAX FCA GPT MCI TYS LAS LSE LAX SDF MSN CIU SAW MLB MEM MIA MKE MOT MSO CWA MLI MYR BNA EWR ORF MSY LGA JFK OAK OKC OMA SNA MCO PSP PHX AZA PIT PDX PWM PVD PGD RDU RAP RNO RHI RIC RST SMF SLC SAT SAN SFO SJC STL PIE SRQ SAV SEA FSD SBN GEG SYR TPA TVC TVF PSC TUS DCA IAD ATY PBI ICT HPN ILM ISN | Destinos nacionales del Aeropuerto de Mineápolis MSP ABR ANC ABQ ATW AVL ATL AUS BWI BJI BIL BIS BOI BOS BZN BRD BUF BTV CID CHS CLT CVG CLE ORD MDW COS CMH DFW DAL DEN DSM VPS DTW EGE FAR FAI XNA DLH ESC PHL FLL RSW FWA GRR GFK GTF BDL GRB HDN HRL HIB HNL IAH HOU IND INL IMT IWD JAC JAX FCA GPT MCI TYS LAS LSE LAX SDF MSN CIU SAW MLB MEM MIA MKE MOT MSO CWA MLI MYR BNA EWR ORF MSY LGA JFK OAK OKC OMA SNA MCO PSP PHX AZA PIT PDX PWM PVD PGD RDU RAP RNO RHI RIC RST SMF SLC SAT SAN SFO SJC STL PIE SRQ SAV SEA FSD SBN GEG SYR TPA TVC TVF PSC TUS DCA IAD ATY PBI ICT HPN ILM ISN | Destinos nacionales del Aeropuerto de Mineápolis MSP ABR ANC ABQ ATW AVL ATL AUS BWI BJI BIL BIS BOI BOS BZN BRD BUF BTV CID CHS CLT CVG CLE ORD MDW COS CMH DFW DAL DEN DSM VPS DTW EGE FAR FAI XNA DLH ESC PHL FLL RSW FWA GRR GFK GTF BDL GRB HDN HRL HIB HNL IAH HOU IND INL IMT IWD JAC JAX FCA GPT MCI TYS LAS LSE LAX SDF MSN CIU SAW MLB MEM MIA MKE MOT MSO CWA MLI MYR BNA EWR ORF MSY LGA JFK OAK OKC OMA SNA MCO PSP PHX AZA PIT PDX PWM PVD PGD RDU RAP RNO RHI RIC RST SMF SLC SAT SAN SFO SJC STL PIE SRQ SAV SEA FSD SBN GEG SYR TPA TVC TVF PSC TUS DCA IAD ATY PBI ICT HPN ILM ISN | Destinos nacionales del Aeropuerto de Mineápolis MSP ABR ANC ABQ ATW AVL ATL AUS BWI BJI BIL BIS BOI BOS BZN BRD BUF BTV CID CHS CLT CVG CLE ORD MDW COS CMH DFW DAL DEN DSM VPS DTW EGE FAR FAI XNA DLH ESC PHL FLL RSW FWA GRR GFK GTF BDL GRB HDN HRL HIB HNL IAH HOU IND INL IMT IWD JAC JAX FCA GPT MCI TYS LAS LSE LAX SDF MSN CIU SAW MLB MEM MIA MKE MOT MSO CWA MLI MYR BNA EWR ORF MSY LGA JFK OAK OKC OMA SNA MCO PSP PHX AZA PIT PDX PWM PVD PGD RDU RAP RNO RHI RIC RST SMF SLC SAT SAN SFO SJC STL PIE SRQ SAV SEA FSD SBN GEG SYR TPA TVC TVF PSC TUS DCA IAD ATY PBI ICT HPN ILM ISN | Destinos nacionales del Aeropuerto de Mineápolis MSP ABR ANC ABQ ATW AVL ATL AUS BWI BJI BIL BIS BOI BOS BZN BRD BUF BTV CID CHS CLT CVG CLE ORD MDW COS CMH DFW DAL DEN DSM VPS DTW EGE FAR FAI XNA DLH ESC PHL FLL RSW FWA GRR GFK GTF BDL GRB HDN HRL HIB HNL IAH HOU IND INL IMT IWD JAC JAX FCA GPT MCI TYS LAS LSE LAX SDF MSN CIU SAW MLB MEM MIA MKE MOT MSO CWA MLI MYR BNA EWR ORF MSY LGA JFK OAK OKC OMA SNA MCO PSP PHX AZA PIT PDX PWM PVD PGD RDU RAP RNO RHI RIC RST SMF SLC SAT SAN SFO SJC STL PIE SRQ SAV SEA FSD SBN GEG SYR TPA TVC TVF PSC TUS DCA IAD ATY PBI ICT HPN ILM ISN | Destinos nacionales del Aeropuerto de Mineápolis MSP ABR ANC ABQ ATW AVL ATL AUS BWI BJI BIL BIS BOI BOS BZN BRD BUF BTV CID CHS CLT CVG CLE ORD MDW COS CMH DFW DAL DEN DSM VPS DTW EGE FAR FAI XNA DLH ESC PHL FLL RSW FWA GRR GFK GTF BDL GRB HDN HRL HIB HNL IAH HOU IND INL IMT IWD JAC JAX FCA GPT MCI TYS LAS LSE LAX SDF MSN CIU SAW MLB MEM MIA MKE MOT MSO CWA MLI MYR BNA EWR ORF MSY LGA JFK OAK OKC OMA SNA MCO PSP PHX AZA PIT PDX PWM PVD PGD RDU RAP RNO RHI RIC RST SMF SLC SAT SAN SFO SJC STL PIE SRQ SAV SEA FSD SBN GEG SYR TPA TVC TVF PSC TUS DCA IAD ATY PBI ICT HPN ILM ISN | Destinos nacionales del Aeropuerto de Mineápolis MSP ABR ANC ABQ ATW AVL ATL AUS BWI BJI BIL BIS BOI BOS BZN BRD BUF BTV CID CHS CLT CVG CLE ORD MDW COS CMH DFW DAL DEN DSM VPS DTW EGE FAR FAI XNA DLH ESC PHL FLL RSW FWA GRR GFK GTF BDL GRB HDN HRL HIB HNL IAH HOU IND INL IMT IWD JAC JAX FCA GPT MCI TYS LAS LSE LAX SDF MSN CIU SAW MLB MEM MIA MKE MOT MSO CWA MLI MYR BNA EWR ORF MSY LGA JFK OAK OKC OMA SNA MCO PSP PHX AZA PIT PDX PWM PVD PGD RDU RAP RNO RHI RIC RST SMF SLC SAT SAN SFO SJC STL PIE SRQ SAV SEA FSD SBN GEG SYR TPA TVC TVF PSC TUS DCA IAD ATY PBI ICT HPN ILM ISN | Destinos nacionales del Aeropuerto de Mineápolis MSP ABR ANC ABQ ATW AVL ATL AUS BWI BJI BIL BIS BOI BOS BZN BRD BUF BTV CID CHS CLT CVG CLE ORD MDW COS CMH DFW DAL DEN DSM VPS DTW EGE FAR FAI XNA DLH ESC PHL FLL RSW FWA GRR GFK GTF BDL GRB HDN HRL HIB HNL IAH HOU IND INL IMT IWD JAC JAX FCA GPT MCI TYS LAS LSE LAX SDF MSN CIU SAW MLB MEM MIA MKE MOT MSO CWA MLI MYR BNA EWR ORF MSY LGA JFK OAK OKC OMA SNA MCO PSP PHX AZA PIT PDX PWM PVD PGD RDU RAP RNO RHI RIC RST SMF SLC SAT SAN SFO SJC STL PIE SRQ SAV SEA FSD SBN GEG SYR TPA TVC TVF PSC TUS DCA IAD ATY PBI ICT HPN ILM ISN |
| Destinos | Delta Air Lines | Sun Country Airlines | Southwest Airlines | American Airlines | United Airlines | Allegiant Air | Frontier Airlines | Otra | # |
| --- | --- | --- | --- | --- | --- | --- | --- | --- | --- |
| Aberdeen (ABR) | • | | | | | | | | 1 |
| Albuquerque (ABQ) | • | • | | | | | | | 2 |
| Anchorage (ANC) | • | • | | | | | | Alaska Airlines | 3 |
| Appleton (ATW) | • | | | | | | | | 1 |
| Asheville (AVL) | | | | | | • | | | 1 |
| Atlanta (ATL) | • | • | | | | | | Spirit Airlines | 3 |
| Austin (AUS) | • | • | • | | | | | | 3 |
| Baltimore (BWI) | • | • | • | | | | | | 3 |
| Bemidji (BJI) | • | | | | | | | | 1 |
| Billings (BIL) | • | | | | | | | | 1 |
| Bismarck (BIS) | • | | | | | | | | 1 |
| Boise (BOI) | • | • | | | | | | | 2 |
| Boston (BOS) | • | • | | | | | | | 2 |
| Bozeman (BZN) | • | • | | | | | | | 2 |
| Brainerd (BRD) | • | | | | | | | | 1 |
| Búfalo (BUF) | • | • | | | | | | | 2 |
| Burlington (BTV) | • | • | | | | | | | 2 |
| Cedar Rapids (CID) | • | • | | | | | | | 2 |
| Charleston (CHS) | • | • | | | | | | | 2 |
| Charlotte (CLT) | • | • | | • | | | | | 3 |
| Cincinnati (CVG) | • | • | | | | | | | 2 |
| Cleveland (CLE) | • | | | | | | | | 1 |
| Chicago (ORD) | • | • | | • | • | | | | 4 |
| Chicago (MDW) | • | | • | | | | | | 2 |
| Colorado Springs (COS) | • | | | | | | | | 1 |
| Columbus (CMH) | • | • | | | | | | | 2 |
| Dallas (DFW) | • | • | | • | | | • | | 4 |
| Dallas (DAL) | | | • | | | | | | 1 |
| Denver (DEN) | • | • | • | | • | | • | | 5 |
| Des Moines (DSM) | • | | | | | | | | 1 |
| Destin (VPS) | • | • | | | | • | | | 3 |
| Detroit (DTW) | • | • | | | | | | Spirit Airlines | 3 |
| Duluth (DLH) | • | | | | | | | | 1 |
| Eagle (EGE) | • | | | | | | | | 1 |
| Escanaba (ESC) | • | | | | | | | | 1 |
| Fargo (FAR) | • | | | | | | | | 1 |
| Fairbanks (FAI) | • | | | | | | | | 1 |
| Fayetteville (XNA) | • | | | | | | | | 1 |
| Filadelfia (PHL) | • | • | | • | | | | | 3 |
| Fort Lauderdale (FLL) | • | • | | | | | | | 2 |
| Fort Myers (RSW) | • | • | • | | | | • | | 4 |
| Fort Wayne (FWA) | • | | | | | | | | 1 |
| Grand Forks (GFK) | • | | | | | | | | 1 |
| Grand Rapids (GRR) | • | | | | | | | | 1 |
| Great Falls (GTF) | • | | | | | | | | 1 |
| Green Bay (GRB) | • | | | | | | | | 1 |
| Gulfport (GPT) | | • | | | | | | | 1 |
| Harlingen (HRL) | • | • | | | | | | | 2 |
| Hartford (BDL) | • | • | | | | | | | 2 |
| Hayden (HDN) | • | | | | | | | | 1 |
| Hibbing (HIB) | • | | | | | | | | 1 |
| Honolulu (HNL) | • | | | | | | | | 1 |
| Houston (IAH) | • | | | | • | | | | 2 |
| Houston (HOU) | | • | | | | | | | 1 |
| Indianápolis (IND) | • | • | | | | | | | 2 |
| International Falls (INL) | • | | | | | | | | 1 |
| Iron Mountain (IMT) | • | | | | | | | | 1 |
| Ironwood (IWD) | | | | | | | | Denver Air Connection | 1 |
| Jackson Hole (JAC) | • | • | | | | | | | 2 |
| Jacksonville (JAX) | • | • | | | | | | | 2 |
| Kalispell (FCA) | • | • | | | | | | | 2 |
| Kansas City (MCI) | • | • | | | | | | | 2 |
| Knoxville (TYS) | • | | | | | • | | | 2 |
| La Crosse (LSE) | • | | | | | | | | 1 |
| Las Vegas (LAS) | • | • | • | | | | | | 3 |
| Los Ángeles (LAX) | • | • | | | | | | | 2 |
| Louisville (SDF) | • | • | | | | | | | 2 |
| Madison (MSN) | • | | | | | | | | 1 |
| Marquette (SAW) | • | | | | | | | | 1 |
| Melbourne (MLB) | | • | | | | | | | 1 |
| Memphis (MEM) | • | | | | | | | | 1 |
| Miami (MIA) | • | • | | • | | | | Spirit Airlines | 4 |
| Milwaukee (MKE) | • | • | | | | | | | 2 |
| Minot (MOT) | • | | | | | | | | 1 |
| Missoula (MSO) | • | • | | | | | | | 2 |
| Moline (MLI) | • | | | | | | | | 1 |
| Mosinee (CWA) | • | | | | | | | | 1 |
| Myrtle Beach (MYR) | • | • | | | | | | Spirit Airlines | 3 |
| Nashville (BNA) | • | • | • | | | | | | 3 |
| Newark (EWR) | • | • | | | • | | | | 3 |
| Norfolk (ORF) | • | | | | | | | | 1 |
| Nueva Orleans (MSY) | • | • | | | | | | | 2 |
| Nueva York (LGA) | • | | | • | | | | | 2 |
| Nueva York (JFK) | • | • | | | | | | | 2 |
| Oakland (OAK) | | • | | | | | | | 1 |
| Oklahoma City (OKC) | • | | | | | | | | 1 |
| Omaha (OMA) | • | | | | | | | | 1 |
| Orange County (SNA) | • | | | | | | | | 1 |
| Orlando (MCO) | • | • | • | | | | • | Spirit Airlines | 5 |
| Palm Springs (PSP) | • | • | | | | | | | 2 |
| Phoenix (PHX) | • | • | • | • | | | • | | 5 |
| Phoenix (AZA) | | • | | | | • | | | 2 |
| Pittsburgh (PIT) | • | • | | | | | | | 2 |
| Portland (PDX) | • | • | | | | | | Alaska Airlines | 3 |
| Portland (PWM) | • | • | | | | | | | 2 |
| Providence (PVD) | • | • | | | | | | | 2 |
| Punta Gorda (PGD) | | • | | | | • | | | 2 |
| Raleigh (RDU) | • | • | | | | | | | 2 |
| Rapid City (RAP) | • | • | | | | | | | 2 |
| Reno (RNO) | • | • | | | | | | | 2 |
| Rhinelander (RHI) | • | | | | | | | | 1 |
| Richmond (RIC) | • | • | | | | | | | 2 |
| Rochester (RST) | • | | | | | | | | 1 |
| Sacramento (SMF) | • | | | | | | | | 1 |
| Salt Lake City (SLC) | • | | | | | | | | 1 |
| San Antonio (SAT) | • | • | | | | | | | 2 |
| San Diego (SAN) | • | • | | | | | | | 2 |
| San Francisco (SFO) | • | • | | | • | | | | 3 |
| San José (SJC) | • | | | | | | | | 1 |
| San Luis (STL) | • | • | • | | | | | | 3 |
| San Petersburgo (PIE) | | • | | | | | | | 1 |
| Sarasota (SRQ) | • | • | | | | • | | | 3 |
| Sault Ste. Marie (CIU) | • | | | | | | | | 1 |
| Savannah (SAV) | • | • | | | | | | | 2 |
| Seattle (SEA) | • | • | | | | | | Alaska Airlines | 3 |
| Sioux Falls (FSD) | • | | | | | | | | 1 |
| Siracusa (SYR) | • | • | | | | | | | 2 |
| South Bend (SBN) | • | | | | | | | | 1 |
| Spokane (GEG) | • | • | | | | | | | 2 |
| Tampa (TPA) | • | • | • | | | | | | 3 |
| Thief River Falls (TVF) | | | | | | | | Denver Air Connection | 1 |
| Traverse City (TVC) | • | • | | | | | | | 2 |
| Tri-Cities (PSC) | • | | | | | | | | 1 |
| Tucson (TUS) | • | • | | | | | | | 2 |
| Washington (DCA) | • | | | • | | | | | 2 |
| Washington (IAD) | • | • | | | • | | | | 3 |
| Watertown (ATY) | • | | | | | | | | 1 |
| West Palm Beach (PBI) | • | • | | | | | | | 2 |
| White Plains (HPN) | • | | | | | | | | 1 |
| Wichita (ICT) | • | | | | | | | | 1 |
| Williston (ISN) | • | | | | | | | | 1 |
| Wilmington (ILM) | • | • | | | | | | | 2 |
| Total | 121 | 74 | 12 | 8 | 6 | 6 | 5 | 10 | 132 |

### Destinos internacionales
Se ofrece servicio a 39 destinos internacionales (20 estacionales), a cargo de 12 aerolíneas.
| Canadá (8 destinos, 7 aerolíneas)                                          |                                                           | |
| Calgary                                                                    | Aeropuerto Internacional de Calgary                       | Delta Air Lines / WestJet                                                                                             |
| Edmonton                                                                   | Aeropuerto Internacional de Edmonton                      | WestJet |
| Montreal                                                                   | Aeropuerto Internacional Pierre Elliott Trudeau           | Air Canada / Air Canada Express (Estacional) / Delta Connection                                                       |
| Regina                                                                     | Aeropuerto Internacional de Regina                        | WestJet Encore |
| Saskatoon                                                                  | Aeropuerto Internacional de Saskatoon-John G. Diefenbaker | WestJet |
| Toronto                                                                    | Aeropuerto Internacional Toronto Pearson                  | Air Canada / Air Canada Express / Delta Air Lines (Estacional) / Delta Connection / Sun Country Airlines (Estacional) |
| Vancouver                                                                  | Aeropuerto Internacional de Vancouver                     | Delta Air Lines / Sun Country Airlines (Estacional)                                                                   |
| Winnipeg                                                                   | Aeropuerto Internacional James Armstrong Richardson       | Delta Connection |
| México (8 destinos [6 estacionales], 2 aerolíneas)                         |                                                           | |
| Cancún                                                                     | Aeropuerto Internacional de Cancún                        | Delta Air Lines / Sun Country Airlines                                                                                |
| Ciudad de México                                                           | Aeropuerto Internacional de la Ciudad de México           | Delta Air Lines |
| Cozumel                                                                    | Aeropuerto Internacional de Cozumel                       | Delta Air Lines (Estacional) / Sun Country Airlines (Estacional)                                                      |
| Ixtapa Zihuatanejo                                                         | Aeropuerto Internacional de Ixtapa-Zihuatanejo            | Sun Country Airlines (Estacional)                                                                                     |
| Mazatlán                                                                   | Aeropuerto Internacional General Rafael Buelna            | Delta Air Lines (Estacional) / Sun Country Airlines (Estacional)                                                      |
| Puerto Vallarta                                                            | Aeropuerto Internacional de Puerto Vallarta               | Delta Air Lines (Estacional) / Sun Country Airlines (Estacional)                                                      |
| San José del Cabo                                                          | Aeropuerto Internacional de Los Cabos                     | Delta Air Lines (Estacional) / Sun Country Airlines (Estacional)                                                      |
| Tulum                                                                      | Aeropuerto Internacional de Tulum                         | Delta Air Lines (Estacional)                                                                                          |
| Centroamérica y El Caribe                                                  |                                                           | |
| Aruba (1 destino [estacional], 2 aerolíneas)                               |                                                           | |
| Aruba                                                                      | Aeropuerto Internacional Reina Beatrix                    | Delta Air Lines (Estacional) / Sun Country Airlines (Estacional)                                                      |
| Bahamas (1 destino [estacional], 1 aerolínea)                              |                                                           | |
| Nasáu                                                                      | Aeropuerto Internacional Lynden Pindling                  | Delta Air Lines (Estacional) (inicia el 20 de diciembre de 2025)                                                      |
| Belice (1 destino [estacional], 2 aerolíneas)                              |                                                           | |
| Ciudad de Belice                                                           | Aeropuerto Internacional Philip S. W. Goldson             | Delta Air Lines (Estacional) / Sun Country Airlines (Estacional)                                                      |
| Costa Rica (1 destino [estacional], 2 aerolíneas)                          |                                                           | |
| Liberia                                                                    | Aeropuerto de Guanacaste                                  | Delta Air Lines (Estacional) / Sun Country Airlines (Estacional)                                                      |
| Islas Turcas y Caicos (1 destino [estacional], 2 aerolíneas)               |                                                           | |
| Providenciales                                                             | Aeropuerto Internacional de Providenciales                | Delta Air Lines (Estacional) / Sun Country Airlines (Estacional)                                                      |
| Islas Caimán (1 destino [estacional], 2 aerolíneas)                        |                                                           | |
| Gran Caimán                                                                | Aeropuerto Internacional Owen Roberts                     | Delta Air Lines (Estacional) / Sun Country Airlines (Estacional)                                                      |
| Islas Vírgenes de los Estados Unidos (1 destino [estacional], 1 aerolínea) |                                                           | |
| Santo Tomás                                                                | Aeropuerto Internacional Cyril E. King                    | Sun Country Airlines (Estacional)                                                                                     |
| Honduras (1 destino [estacional], 1 aerolínea)                             |                                                           | |
| Roatán                                                                     | Aeropuerto Internacional Juan Manuel Gálvez               | Sun Country Airlines (Estacional)                                                                                     |
| Jamaica (1 destino [estacional], 2 aerolíneas)                             |                                                           | |
| Montego Bay                                                                | Aeropuerto Internacional Sir Donald Sangster              | Delta Air Lines (Estacional) / Sun Country Airlines (Estacional)                                                      |
| Puerto Rico (1 destino, 2 aerolíneas)                                      |                                                           | |
| San Juan                                                                   | Aeropuerto Internacional Luis Muñoz Marín                 | Delta Air Lines / Sun Country Airlines                                                                                |
| República Dominicana (1 destino [estacional], 2 aerolíneas)                |                                                           | |
| Punta Cana                                                                 | Aeropuerto Internacional de Punta Cana                    | Delta Air Lines (Estacional) / Sun Country Airlines (Estacional)                                                      |
| San Martín (1 destino [estacional], 2 aerolíneas)                          |                                                           | |
| Philipsburg                                                                | Aeropuerto Internacional Princesa Juliana                 | Delta Air Lines (Estacional) / Sun Country Airlines (Estacional)                                                      |
| Europa                                                                     |                                                           | |
| Alemania (1 destino [estacional], 1 aerolínea)                             |                                                           | |
| Fráncfort                                                                  | Aeropuerto de Fráncfort del Meno                          | Discover Airlines '(Estacional)                                                                                       |
| Dinamarca (1 destino [estacional], 1 aerolínea)                            |                                                           | |
| Copenhague                                                                 | Aeropuerto de Copenhague-Kastrup                          | Delta Air Lines (Estacional)                                                                                          |
| Francia (1 destino, 2 aerolíneas)                                          |                                                           | |
| París                                                                      | Aeropuerto de París-Charles de Gaulle                     | Air France (Estacional) / Delta Air Lines                                                                             |
| Irlanda (1 destino, 2 aerolíneas)                                          |                                                           | |
| Dublín                                                                     | Aeropuerto de Dublín                                      | Aer Lingus / Delta Air Lines (Estacional)                                                                             |
| Islandia (1 destino, 2 aerolíneas)                                         |                                                           | |
| Reikiavik                                                                  | Aeropuerto Internacional de Keflavík                      | Delta Air Lines (Estacional) / Icelandair                                                                             |
| Italia (1 destino [estacional], 1 aerolínea)                               |                                                           | |
| Roma                                                                       | Aeropuerto de Roma-Fiumicino                              | Delta Air Lines (Estacional)                                                                                          |
| Países Bajos (1 destino, 2 aerolíneas)                                     |                                                           | |
| Ámsterdam                                                                  | Aeropuerto de Ámsterdam-Schiphol                          | Delta Air Lines / KLM (Estacional)                                                                                    |
| Reino Unido (1 destino, 1 aerolínea)                                       |                                                           | |
| Londres                                                                    | Aeropuerto de Londres-Heathrow                            | Delta Air Lines |
| Asia                                                                       |                                                           | |
| Corea del Sur (1 destino, 1 aerolínea)                                     |                                                           | |
| Seúl                                                                       | Aeropuerto Internacional de Incheon                       | Delta Air Lines |
| Japón (1 destino, 1 aerolínea)                                             |                                                           | |
| Tokio                                                                      | Aeropuerto Internacional de Haneda                        | Delta Air Lines |
| Total: 39 destinos (20 estacionales), 24 países, 12 aerolíneas             |                                                           | |

## Estadísticas

### Rutas más transitadas

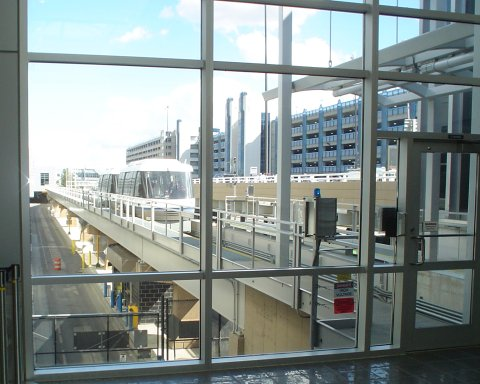
Tranvía Saliendo de la Sala C.

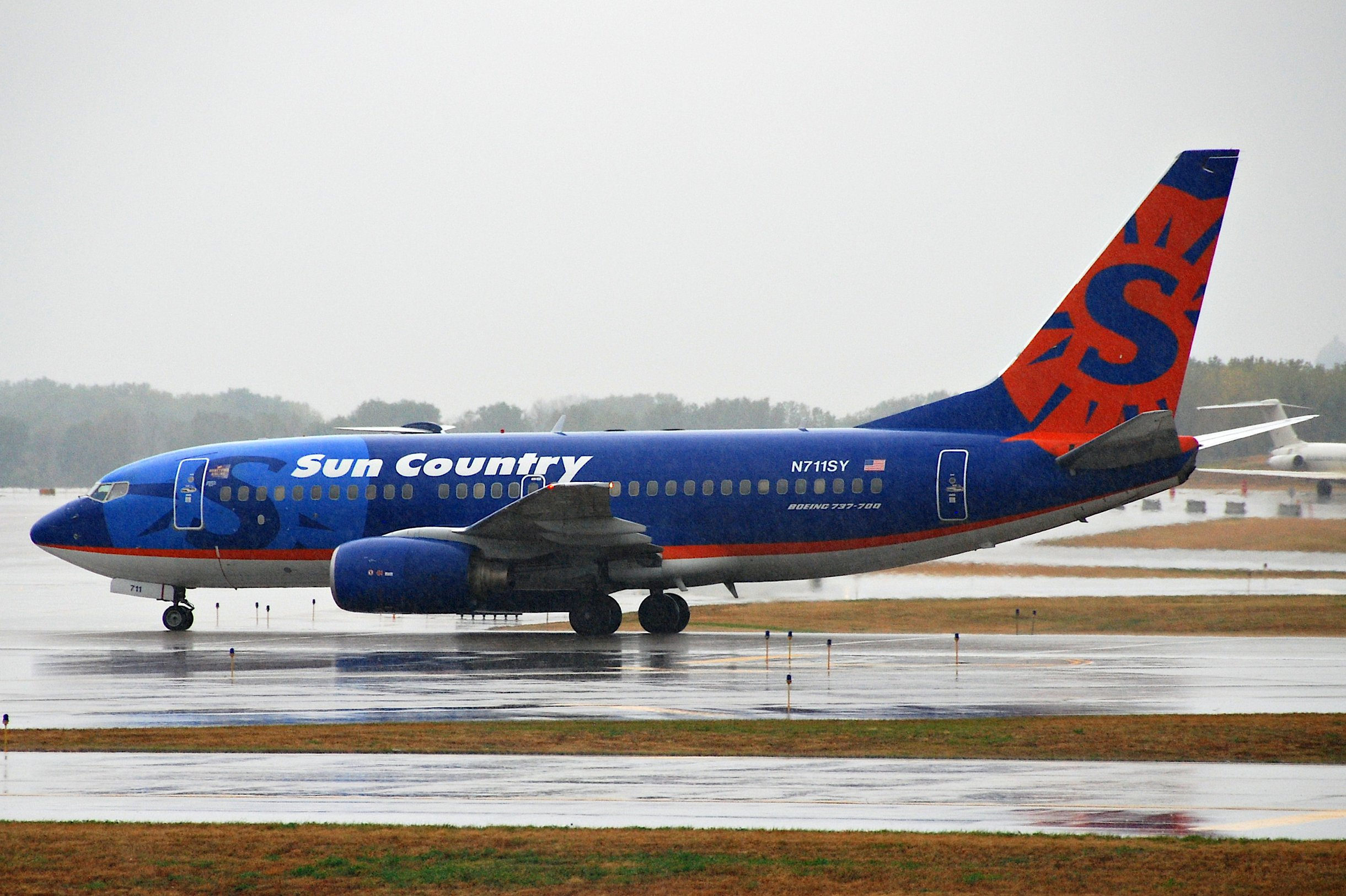
Un Boeing 737-700 de Sun Country en MSP. Sun Country tiene su sede en la cercana Eagan y opera un centro en MSP.

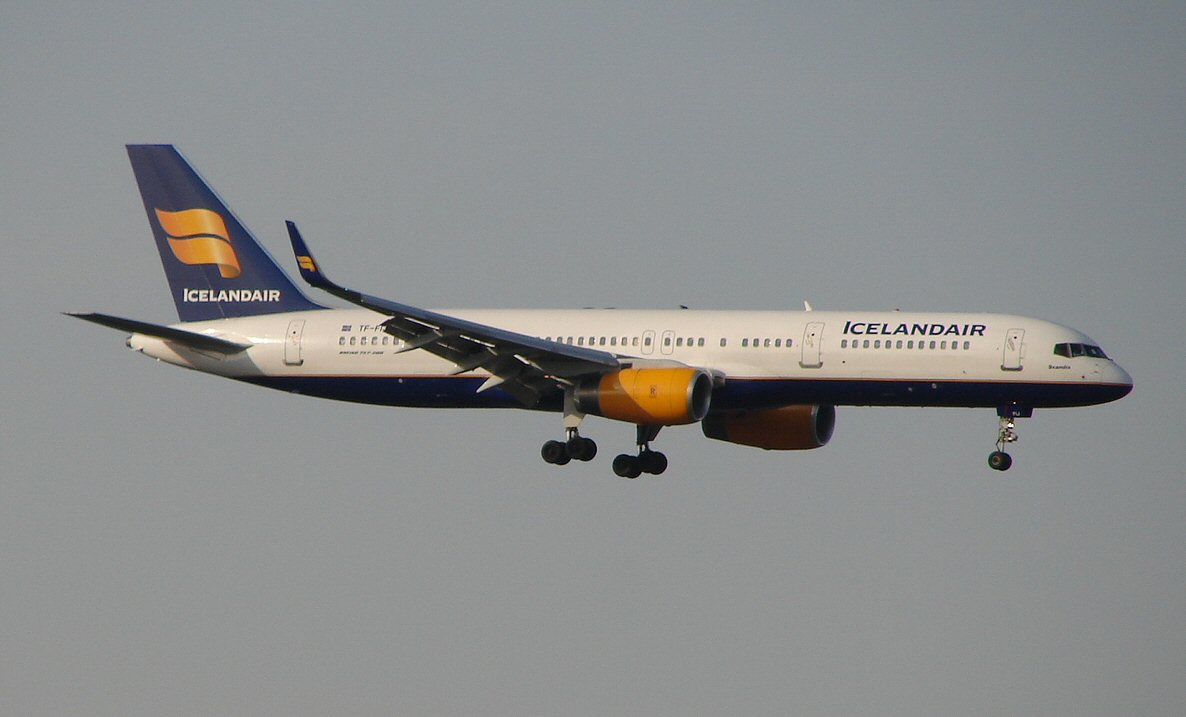
Un Boeing 757-200 de Icelandair en aproximación a MSP. Icelandair sirve MSP durante todo el año, con dos vuelos al día durante los meses de verano.

| Número | Ciudad                  | Pasajeros | Aerolínea |
| ------ | ----------------------- | --------- | --- |
| 1      | Denver, Colorado        | 937,000   | Delta Air Lines, Frontier Airlines, Southwest Airlines, Spirit Airlines, Sun Country Airlines, United Airlines, United Express            |
| 2      | Phoenix, Arizona        | 662,000   | American Airlines, Delta Air Lines, Southwest Airlines, Spirit Airlines, Sun Country Airlines                                             |
| 3      | Chicago, Illinois       | 657,000   | American Airlines, American Eagle, Delta Air Lines, Delta Connection, Frontier Airlines, Spirit Airlines, United Airlines, United Express |
| 4      | Atlanta, Georgia        | 616,000   | Delta Air Lines, Southwest Airlines, Spirit Airlines                                                                                      |
| 5      | Las Vegas, Nevada       | 568,000   | Delta Air Lines, Spirit Airlines, Sun Country Airlines                                                                                    |
| 6      | Orlando, Florida        | 538,000   | Delta Air Lines, Frontier Airlines, Southwest Airlines, Spirit Airlines, Sun Country Airlines                                             |
| 7      | Seattle, Washington     | 501,000   | Alaska Airlines, Delta Air Lines, Sun Country Airlines                                                                                    |
| 8      | Los Ángeles, California | 488,000   | American Airlines, Delta Air Lines, Spirit Airlines, Sun Country Airlines, United Express                                                 |
| 9      | Dallas, Texas           | 467,000   | American Airlines, Delta Air Lines, Delta Connection, Spirit Airlines, Sun Country Airlines                                               |
| 10     | Boston, Massachusetts   | 358,000   | Delta Air Lines, JetBlue Airways, Sun Country Airlines                                                                                    |

| Número | Ciudad                  | Pasajeros | Aerolínea                                                                               |
| ------ | ----------------------- | --------- | --------------------------------------------------------------------------------------- |
| 1      | Ámsterdam, Países Bajos | 533,231   | Delta Air Lines, KLM                                                                    |
| 2      | Cancún, México          | 428,475   | Delta Air Lines, Frontier Airlines, Sun Country Airlines                                |
| 3      | París, Francia          | 233,779   | Air France, Delta Air Lines                                                             |
| 4      | Toronto, Canadá         | 207,596   | Air Canada, Air Canada Express, Delta Air Lines, Delta Connection, Sun Country Airlines |
| 5      | Seúl, Corea del Sur     | 179,107   | Delta Air Lines                                                                         |
| 6      | Winnipeg, Canada        | 156,813   | Delta Connection                                                                        |
| 7      | Vancouver, Canadá       | 156,416   | Delta Air Lines, Sun Country Airlines                                                   |
| 8      | Calgary, Canadá         | 155,348   | Delta Air Lines, WestJet                                                                |
| 9      | Londres, Reino Unido    | 134,005   | Delta Air Lines                                                                         |
| 10     | Tokio, Japón            | 132,509   | Delta Air Lines                                                                         |

### Tráfico anual
| Año  | Pasajeros  | Año  | Pasajeros  | Año  | Pasajeros  |
| ---- | ---------- | ---- | ---------- | ---- | ---------- |
| 2001 | 33,733,725 | 2011 | 33,118,499 | 2021 | 25,202,120 |
| 2002 | 32,629,690 | 2012 | 33,170,960 | 2022 | 31,241,822 |
| 2003 | 33,201,860 | 2013 | 33,897,335 | 2023 | 34,770,800 |
| 2004 | 36,713,173 | 2014 | 35,152,460 | 2024 | 37,168,257 |
| 2005 | 37,663,664 | 2015 | 36,582,854 |      |            |
| 2006 | 35,612,133 | 2016 | 37,517,957 |      |            |
| 2007 | 35,157,322 | 2017 | 38,034,431 |      |            |
| 2008 | 34,056,443 | 2018 | 38,037,381 |      |            |
| 2009 | 32,378,599 | 2019 | 39,555,036 |      |            |
| 2010 | 32,839,441 | 2020 | 14,851,289 |      |            |

Los aeropuertos más cercanos son:
- Aeropuerto Internacional de Rochester (122km)
- Aeropuerto de Eau Claire (136km)
- Aeropuerto Regional Brainerd Lakes (182km)
- Aeropuerto Municipal de La Crosse (192km)
- Aeropuerto de Mason City (192km)